# Efeška škola
Efeška škola je pojam koji se ponekad koristi da bi se označila filozofska misao antičkog grčkog filozofa Heraklita iz Efeza, koji je praelementom (bitkom) čitavog svemira smatrao vatru. Prema njegovom učenju bitak je materijalan i jedan, ali Heraklit istovremeno priznaje da u svijetu uvijek dolazi do promjene. Kretanje praelementa (vatre) je proturječno, ono je disharmonično, iako je harmonija konačni rezultat tog procesa. Ta promjena, taj prijelaz materije iz jednoga stanja u drugo, ne događa se slučajno, već se zbivasukladno zakonitostima, u određenim granicama i u određenom vremenu. Taj opći zakon Heraklit naziva logosom (λόγος). Prema tome, "efeškom školom" mogli bismo nazvati onu ranu grčku filozofsku misao koja u problemu Jednog i Mnoštva (i njihovom međusobnom odnosu) nastoji pomiriti dvije "krajnosti": parmenidovsku tvrdnju da postoji samo Jedno i nijekanje mnoštva i promjene s jedne strane, te pitagorovsku tvrdnju Mnoštva (monada) i kretanja i nijekanje Jednog, s druge strane. Heraklit, međutim, koliko je danas poznato, nije imao izravnih učenika i nastavljača nauka, pa se izraz "efeška škola" može koristiti samo uvjetno.